# Pecja
Pecja – termin pecja (łac. pecia, franc. pièce) oznacza:

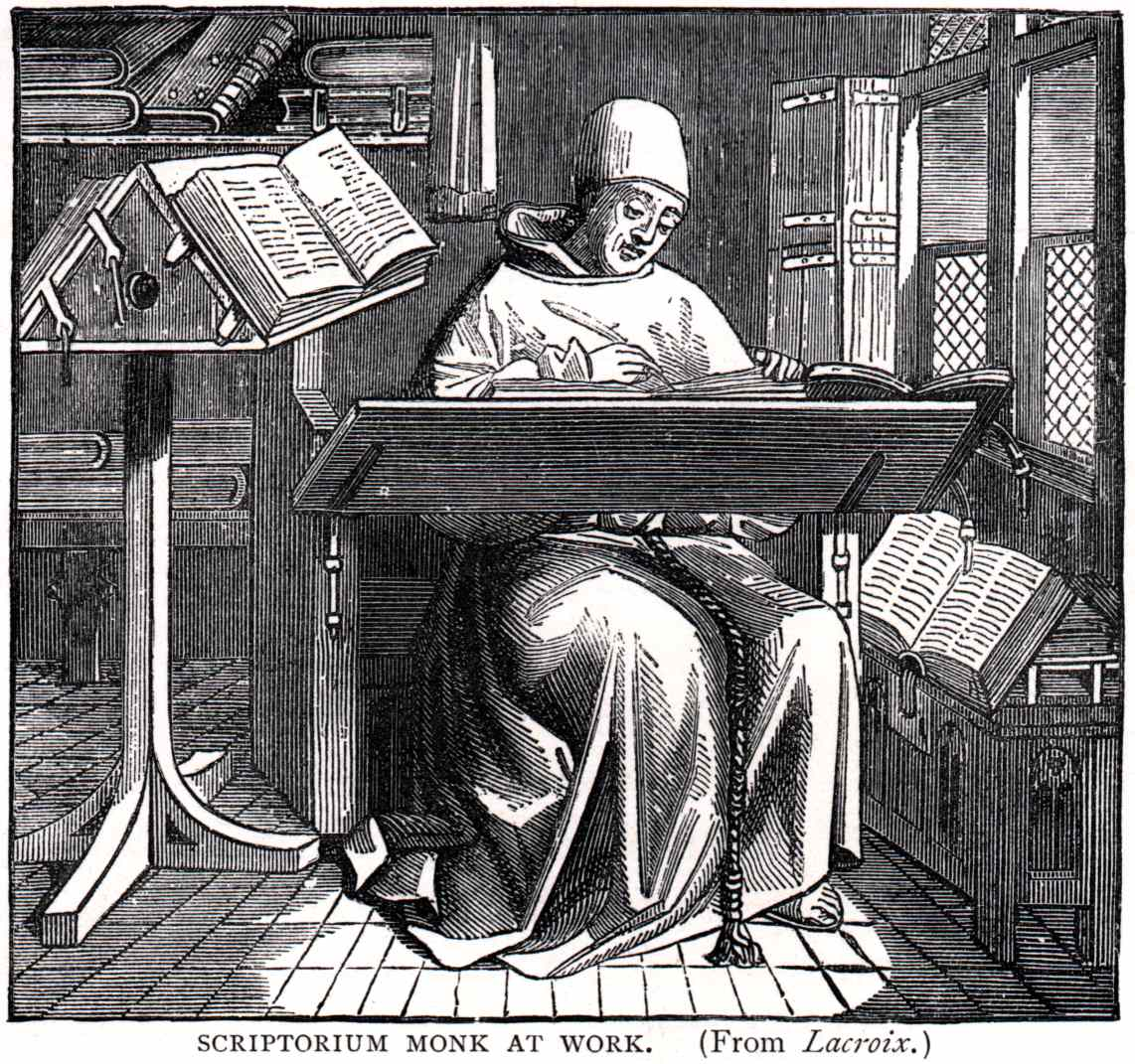
Skryba przepisujący tekst ze wzorcowej składki egzemplarza.

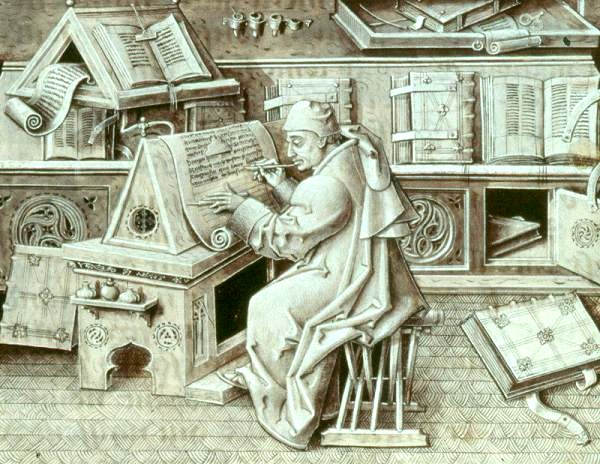

- składkę wzorcowego egzemplarza rękopisu wypożyczoną kopistom do przepisywania;
- jednostkę miary przepisywanego tekstu, według której obliczano kopistom zapłatę za pracę (pecję stanowiły 4 karty, czyli 8 stron, co dawało razem 16 kolumn pisma zawierającego 32 wiersze w każdej kolumnie i po 32 litery w każdym wierszu);
- organizację, którą tworzyło współdziałanie władz uniwersyteckich i uzależnionych od nich księgarzy, tzw. stacjonariuszy, oraz kopistów w akcji wydawania i powielania książek dydaktycznych.

System pecji jako środek gwarantujący poprawność rękopisów oraz zabezpieczający interesy sprzedawców, pisarzy i użytkowników, wykształcił się na uniwersytetach podczas wzrostu zapotrzebowania na książkę szkolną. Początkowo przepisywanie książek odbywało się masowo bez należytej opieki, co często prowadziło do zniekształcenia tekstu i niedbałego pisma. Uniwersytety musiały więc podjąć się kontroli nad produkcją i obiegiem naukowej książki, potrzebnej dla uczelni.
Dla każdego dzieła wchodzącego w skład programu nauczania, przeznaczonego do powielania i rozpowszechniania, komisja profesorów (tzw. peciarii) sporządzała skorygowany i cenzurowany wzorzec – egzemplarz, składający się z luźnych składek, który służył za podstawę do dalszych odpisów. Następnie stacjonariusz otrzymywał lub kupował taki wzorzec i potem za kaucją rozdzielał kopistom poszczególne składki – pecje do powielania.
Dzielenie egzemplarza wzorcowego (exemplar) na składki pozwalało zwiększyć jego dostępność - poszczególne części dzieła mogły być przepisywane równolegle przez różnych kopistów, a jednocześnie korzystano z tego samego egzemplarza. Cenę za wypożyczanie ustalały uniwersytety i księgarze nie mogli jej samodzielnie podnosić. Zobowiązani byli też wypożyczać składki wszystkim chętnym.
Rękopisy wykonane systemem pecji  można poznać po  widocznej zmianie koloru atramentu i różnicy duktu pisma, występujących w poszczególnych składkach, pisanych przez różnych kopistów, oraz po liczbowaniu pecji i uwagach, jakie robili kopiści i korektorzy na marginesach odpisów.
Jean Destrez zbadał w bibliotekach Europy zachodniej ponad 7 tys. rękopisów i skonstruował cały złożony proces funkcjonowania pecji w różnych środowiskach uniwersyteckich. Aleksander Birkenmajer w rozprawie Pecja omawia dzieło Destreza, dodając swoje uwagi w sprawie chronologii i metod badań pecji. Znajomość warunków i praktyk powielania książek systemem pecji ułatwia badania rękopisów pod względem paleograficznym i filologicznym: pozwala określić grupy pokrewnych odpisów, powstałych z jednego wzorca, czyli wyodrębnić poszczególne „wydania” i „nakłady”, ustalić pierwotny tekst dzieła i rozpoznać pecje sfałszowane i uszkodzone. Ponieważ każdy ośrodek wyrabiał stopniowo pewne tradycyjne odmiany w sposobie pisania i oznaczania pecji, pozwala to na lokalizację i ustalenie chronologii średniowiecznych rękopisów.
Organizacja pecji funkcjonowała w ciągu XIII i XIV w., znikła dopiero po wynalezieniu druku. Była rozpowszechniana na uniwersytetach Europy zachodniej: we Francji, Włoszech, Belgii oraz Anglii. W Niemczech i w Polsce natomiast nie przyjęła się, chociaż w dziejach uniwersytetu krakowskiego znany był termin stacjonariusze na oznaczenie księgarzy. W Niemczech powielanie rękopisów odbywało się systemem dyktowania pewnej grupie piszących.